# 江藤小三郎
江藤 小三郎（えとう こさぶろう、1945年（昭和20年） - 1969年（昭和44年）2月11日）は、日本の思想家、社会運動家、陸上自衛官。陸上自衛隊生徒（7期）修了。
1969年（昭和44年）2月11日の建国記念の日に、国会議事堂前にてガソリンをかぶって焼身自決した行為が、翌年の三島由紀夫の自決（三島事件）の決意に少なからず影響を与え、のちの新右翼・民族派運動にも影響を及ぼした。

## 人物
1945年（昭和20年）、神奈川県横浜市金沢区六浦に生まれる。父は維新の元勲江藤新平の孫で衆議院議員の江藤夏雄。祖父は新平の二男の江藤新作。新作は犬養毅の側近だった。
横浜の中学を卒業後、少年自衛隊に入隊。横須賀・武山の少年工科学校で4年間学んだのち、駐屯地に配属され陸上自衛官として勤務、自決以前に退職。
1969年（昭和44年）2月11日の建国記念の日、国会議事堂前 (憲政記念館脇、井伊掃部頭邸跡の碑南) で遺書「覚醒書」を残して世を警め同胞の覚醒を促すとしてガソリンをかぶって焼身自殺する。享年23歳。その行為は後の新右翼・民族派運動に多大な影響を及ぼし、翌年の三島由紀夫の自決の決意にも繋がったことが看取される。

## 三島由紀夫への影響
作家の三島由紀夫は、江藤小三郎の自決について次のように述べている。

## その後
1975年（昭和50年）2月11日(建国記念の日) 、赤坂の乃木会館において、「江藤小三郎之命追悼慰霊祭」が開催されている。